# Всесоюзный волейбольный праздник 1935
III Всесоюзный волейбольный праздник (III чемпионат СССР по волейболу среди мужчин и женщин) проходил с 12 по 17 марта 1935 года в Баку (АзССР) в спортивном зале «Динамо».
В турнире приняли участие по 12 мужских и женских сборных городов из шести республик СССР: Москва, Ростов-на-Дону, Ленинград, Горький, Свердловск (все — РСФСР), Харьков, Киев, Днепропетровск (все — УССР), Минск (БССР), Ташкент (УзССР), Тифлис (ГССР) и Баку (АзССР) (состав участников мужского и женского турниров одинаков).  
Третий год подряд и у мужчин и у женщин не было равных столичным волейболистам, не проигравшим ни одной партии. Первого в своей истории попадания в призёры добились волейболисты Ленинграда и хозяева турнира — сборная Баку. У волейболисток третий год подряд в число призёров попадает Харьков. 
Анатолий Чинилин, Н. Алексеев, Алексей Пономарёв, Елена Войт, Валентина Осколкова, Клавдия Топчиева и Клавдия Фёдорова стали первыми трёхкратными победителями турнира.
Соревнования проходили под вывеской Всесоюзного волейбольного праздника, статус III чемпионата СССР среди мужчин и женщин был присвоен им значительно позднее. Судейскую коллегию возглавлял Александр Поташник. На церемонии открытия во дворце «Динамо» присутствовали первый секретарь Закавказского крайкома ВКП(б) Лаврентий Берия, первый секретарь ЦК КП(б) Азербайджанской ССР Мир Джафар Багиров и председатель Совета Народных Комиссаров Азербайджанской ССР Гусейн Рахманов.
Система проведения мужского и женского турниров была одинаковой и состояла из предварительного этапа и финальных матчей. На предварительном этапе команды разбиты на две подгруппы, игры в которых проводились по круговой системе. В финале команды, занявшие в своих подгруппах одинаковые места, проводили стыковые игры.

## Результаты

### Мужчины

#### Предварительный этап
| Подгруппа А               | Подгруппа А | Подгруппа А | Подгруппа А | Подгруппа А | Подгруппа А | Подгруппа А | Подгруппа А | Подгруппа А | Подгруппа А | Подгруппа А | Подгруппа А |
|                           | 1           | 2           | 3           | 4           | 5           | 6           | И           | В           | П           | С/П         | О           |
| ------------------------- | ----------- | ----------- | ----------- | ----------- | ----------- | ----------- | ----------- | ----------- | ----------- | ----------- | ----------- |
| 1. Москва (РСФСР)         |             | 2:0         | 2:0         | 2:0         | 2:0         | 2:0         | 5           | 5           | 0           | 10:0        | 10          |
| 2. Днепропетровск (УССР)  | 0:2         |             | 2:1         | 2:1         | 0:2         | 2:0         | 5           | 3           | 2           | 6:6         | 8           |
| 3. Минск (БССР)           | 0:2         | 1:2         |             | 2:1         | 2:0         | 2:0         | 5           | 3           | 2           | 7:5         | 8           |
| 4. Ростов-на-Дону (РСФСР) | 0:2         | 1:2         | 1:2         |             | 2:1         | 2:0         | 5           | 2           | 3           | 6:7         | 7           |
| 5. Тифлис (ГССР)          | 0:2         | 2:0         | 0:2         | 1:2         |             | 2:0         | 5           | 2           | 3           | 5:6         | 7           |
| 6. Горький (РСФСР)        | 0:2         | 0:2         | 0:2         | 0:2         | 0:2         |             | 5           | 0           | 5           | 0:10        | 5           |

| Подгруппа Б           | Подгруппа Б | Подгруппа Б | Подгруппа Б | Подгруппа Б | Подгруппа Б | Подгруппа Б | Подгруппа Б | Подгруппа Б | Подгруппа Б | Подгруппа Б | Подгруппа Б |
|                       | 1           | 2           | 3           | 4           | 5           | 6           | И           | В           | П           | С/П         | О           |
| --------------------- | ----------- | ----------- | ----------- | ----------- | ----------- | ----------- | ----------- | ----------- | ----------- | ----------- | ----------- |
| 1. Ленинград (РСФСР)  |             | 2:0         | 2:0         | 2:1         | 2:0         | 2:0         | 5           | 5           | 0           | 10:1        | 10          |
| 2. Баку (АзССР)       | 0:2         |             | 2:1         | 2:0         | 2:0         | 2:0         | 5           | 4           | 1           | 8:3         | 9           |
| 3. Харьков (УССР)     | 0:2         | 1:2         |             | 2:1         | 2:1         | 2:0         | 5           | 3           | 2           | 7:6         | 8           |
| 4. Свердловск (РСФСР) | 1:2         | 0:2         | 1:2         |             | 2:1         | 2:0         | 5           | 2           | 3           | 6:7         | 7           |
| 5. Киев (УССР)        | 0:2         | 0:2         | 1:2         | 1:2         |             | 2:0         | 5           | 1           | 4           | 4:8         | 6           |
| 6. Ташкент (УзССР)    | 0:2         | 0:2         | 0:2         | 0:2         | 0:2         |             | 5           | 0           | 5           | 0:10        | 5           |

#### Финальные матчи
за 1-е место. Москва — Ленинград — 2:0. 

за 3-е место. Баку — Днепропетровск — 2:0. 

за 5-е место. Минск — Харьков — 2:1. 

за 7-е место. Ростов-на-Дону — Свердловск — 2:0. 

за 9-е место. Киев — Тифлис — 2:1. 

за 11-е место. Ташкент — Горький — 2:0. 

### Женщины

#### Предварительный этап
| Подгруппа А               | Подгруппа А | Подгруппа А | Подгруппа А | Подгруппа А | Подгруппа А | Подгруппа А | Подгруппа А | Подгруппа А | Подгруппа А | Подгруппа А | Подгруппа А |
|                           | 1           | 2           | 3           | 4           | 5           | 6           | И           | В           | П           | С/П         | О           |
| ------------------------- | ----------- | ----------- | ----------- | ----------- | ----------- | ----------- | ----------- | ----------- | ----------- | ----------- | ----------- |
| 1. Москва (РСФСР)         |             | 2:0         | 2:0         | 2:0         | 2:0         | 2:0         | 5           | 5           | 0           | 10:0        | 10          |
| 2. Тифлис (ГССР)          | 0:2         |             | 0:2         | 2:0         | 2:0         | 2:0         | 5           | 3           | 2           | 6:4         | 8           |
| 3. Днепропетровск (УССР)  | 0:2         | 2:0         |             | 0:2         | 2:0         | 2:0         | 5           | 3           | 2           | 6:4         | 8           |
| 4. Ростов-на-Дону (РСФСР) | 0:2         | 0:2         | 2:0         |             | 2:0         | 2:1         | 5           | 3           | 2           | 6:5         | 8           |
| 5. Минск (БССР)           | 0:2         | 0:2         | 0:2         | 0:2         |             | 2:0         | 5           | 1           | 4           | 2:8         | 6           |
| 6. Горький (РСФСР)        | 0:2         | 0:2         | 0:2         | 1:2         | 0:2         |             | 5           | 0           | 5           | 1:10        | 5           |

| Подгруппа Б           | Подгруппа Б | Подгруппа Б | Подгруппа Б | Подгруппа Б | Подгруппа Б | Подгруппа Б | Подгруппа Б | Подгруппа Б | Подгруппа Б | Подгруппа Б | Подгруппа Б |
|                       | 1           | 2           | 3           | 4           | 5           | 6           | И           | В           | П           | С/П         | О           |
| --------------------- | ----------- | ----------- | ----------- | ----------- | ----------- | ----------- | ----------- | ----------- | ----------- | ----------- | ----------- |
| 1. Харьков (УССР)     |             | 2:0         | 2:1         | 2:0         | 2:1         | 2:0         | 5           | 5           | 0           | 10:2        | 10          |
| 2. Баку (АзССР)       | 0:2         |             | 2:1         | 2:0         | 2:0         | 2:0         | 5           | 4           | 1           | 8:3         | 9           |
| 3. Ленинград (РСФСР)  | 1:2         | 1:2         |             | 2:0         | 2:1         | 2:0         | 5           | 3           | 2           | 8:5         | 8           |
| 4. Ташкент (УзССР)    | 0:2         | 0:2         | 0:2         |             | 2:1         | 2:0         | 5           | 2           | 3           | 4:7         | 7           |
| 5. Киев (УССР)        | 1:2         | 0:2         | 1:2         | 1:2         |             | 2:0         | 5           | 1           | 4           | 5:8         | 6           |
| 6. Свердловск (РСФСР) | 0:2         | 0:2         | 0:2         | 0:2         | 0:2         |             | 5           | 0           | 5           | 0:10        | 5           |

#### Финальные матчи
за 1-е место. Москва — Харьков — 2:0. 

за 3-е место. Баку — Тифлис — 2:1. 

за 5-е место. Ленинград — Днепропетровск — 2:0. 

за 7-е место. Ташкент — Ростов-на-Дону — 2:0. 

за 9-е место. Киев — Минск — 2:0. 

за 11-е место. Горький — Свердловск — 2:0. 

## Итоговое положение
| Мужчины           | Женщины           |
| ----------------- | ----------------- |
| Москва            | Москва            |
| Ленинград         | Харьков           |
| Баку              | Баку              |
| 4. Днепропетровск | 4. Тифлис         |
| 5. Минск          | 5. Ленинград      |
| 6. Харьков        | 6. Днепропетровск |
| 7. Ростов-на-Дону | 7. Ташкент        |
| 8. Свердловск     | 8. Ростов-на-Дону |
| 9. Киев           | 9. Киев           |
| 10. Тифлис        | 10. Минск         |
| 11. Ташкент       | 11. Горький       |
| 12. Горький       | 12. Свердловск    |

## Призёры

### Мужчины
Москва: Н. Алексеев, В. Гребенщиков, Алексей Пономарёв, Иван Пряхин, Александр Степанов, Анатолий Чинилин, Алексей Якушев.
 Ленинград: Б. Арефьев, Пётр Арешев, Михаил Балазовский, Алексей Барышников, В. Галактионов, Исаак Краснер, А. Русанов.

### Женщины
Москва: Елена Войт, Зоя Козлова, С. Максимова, Элла Мицис, Валентина Осколкова, Клавдия Топчиева, Клавдия Фёдорова.
 Харьков: Н. Кухарчик, М. Машталер, Л. Рябченко, А. Середа, Клавдия Степанова, Елизавета Чувырина. Тренер — Георгий Шелекетин.

## Технические новинки
- Команда Москвы применила новинку — передачу мяча на назад через голову
- Минчане опробовали специализацию игроков — после подачи сильнейший нападающий сборной Минска левша А. Левинсон постоянно переходил  со своего номера в зону 2, откуда было удобнее всего атаковать, а его партнеры после введения мяча в игру занимали на площадке одни и те же места.
- Валентин Филиппов первым начал применять кистевые удары с обеих рук.